# Geai bleu
Cyanocitta cristata
Espèce
Statut de conservation UICN

 LC  : Préoccupation mineure
Le Geai bleu (Cyanocitta cristata) est une espèce de passereaux d'Amérique du Nord appartenant à la famille des Corvidés.

## Description
Le Geai bleu présente les caractéristiques suivantes :
- Longueur : 24 à 30 cm ;
- Envergure : 34 à 43 cm ;
- Poids : 70 à 100 g ;
- Longévité : 18 ans.

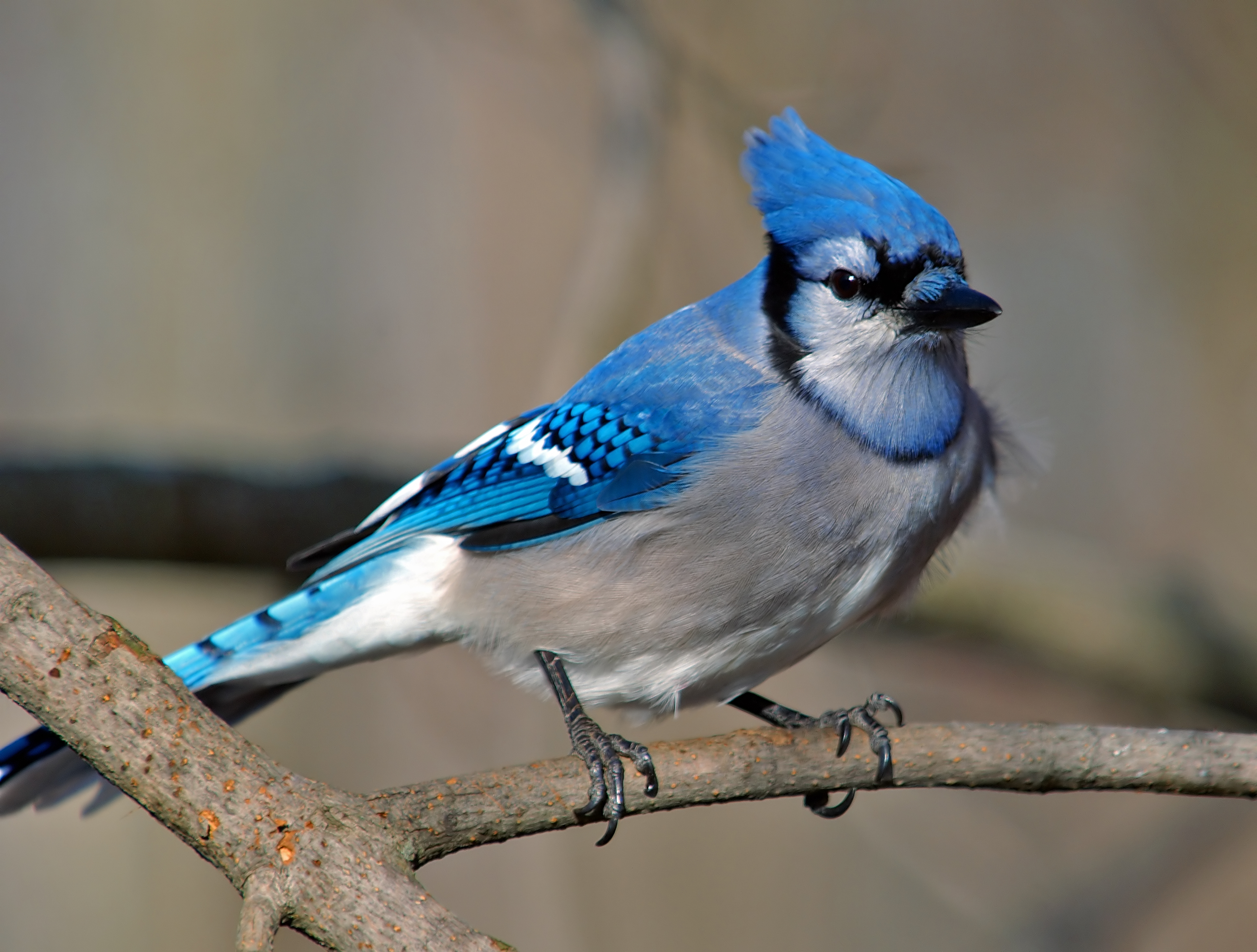
Geai bleu à Welland.
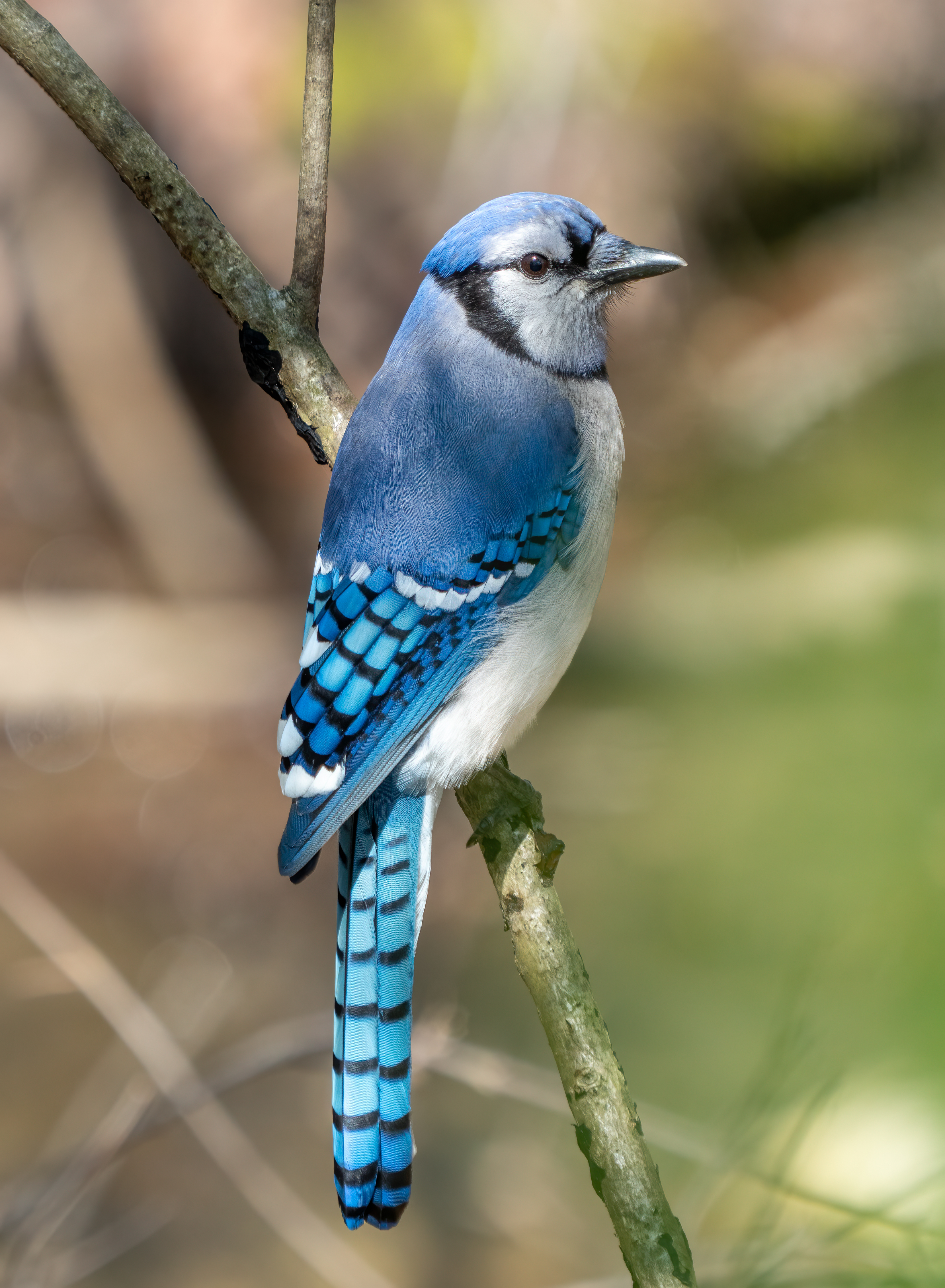
Un geai bleu à Prospect Park, New York. Avril 2021.
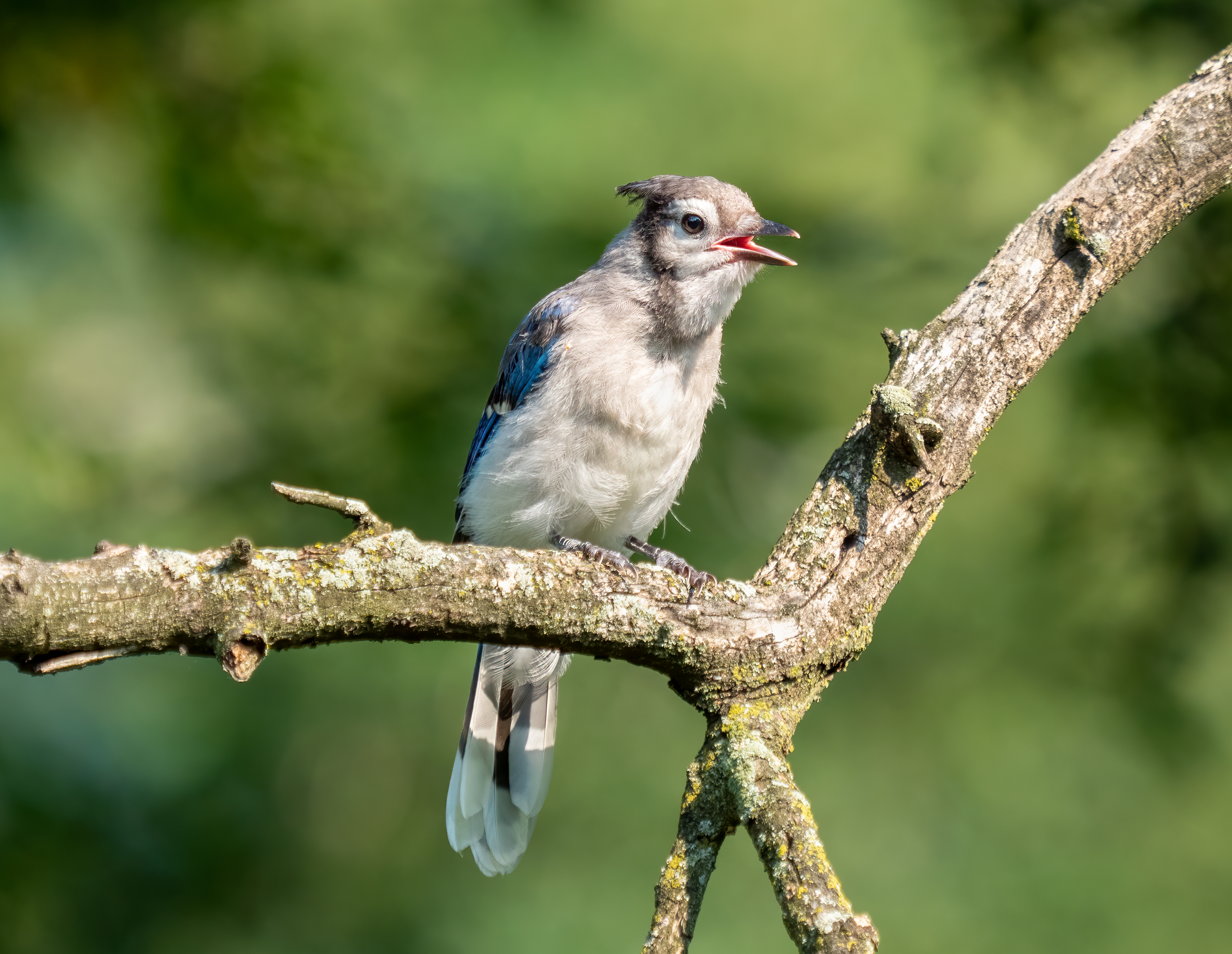
Geai bleu au cimetière de Green-Wood, New York. Juillet 2021.

Cette espèce ne présente pas de dimorphisme sexuel. C'est un oiseau très bruyant nichant régulièrement au Québec. Sa huppe courte (milieu à l'arrière du vertex) et les parties supérieures de son plumage sont bleues alors que son ventre est gris blanchâtre. Il porte un collier noir, ses ailes et sa queue sont parsemées de points blancs. Le mâle et la femelle ont la même apparence, mais le mâle est un peu plus grand que la femelle.
Le juvénile est plus terne avec le dessus plus gris et les couvertures alaires presque sans barres. Celles des secondaires et des rectrices sont moins régulières et présentent moins de blanc à leurs extrémités.

## Distribution et habitat

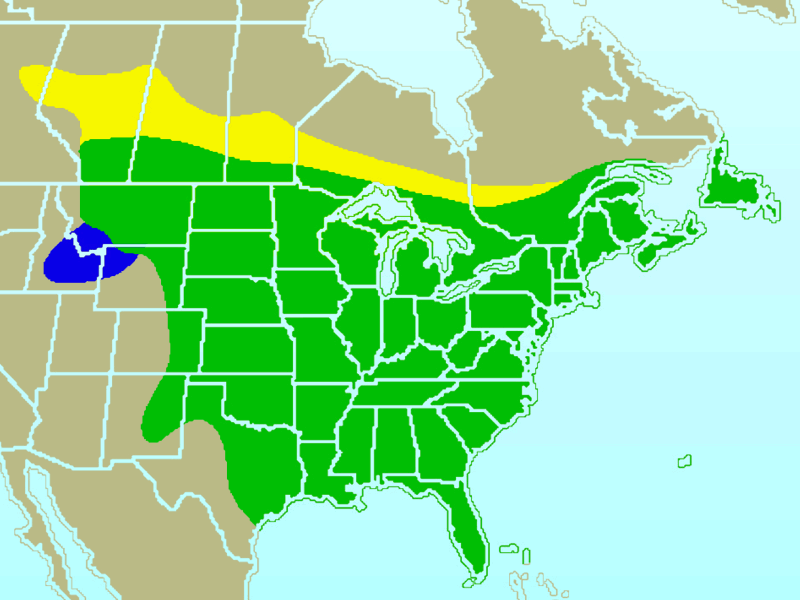
En vert : habitat permanent
zone de nidification
zone d'hivernage

Son aire de répartition s'étend à l'est de l'Amérique du Nord, du sud du Canada et au golfe du Mexique.
Ses milieux de vie sont les forêts de feuillus et les bois épars, mais on le retrouve aussi à proximité des habitations, dans les villages, les banlieues pavillonnaires ou les parcs urbains, où il fréquente volontiers les mangeoires.

## Comportement

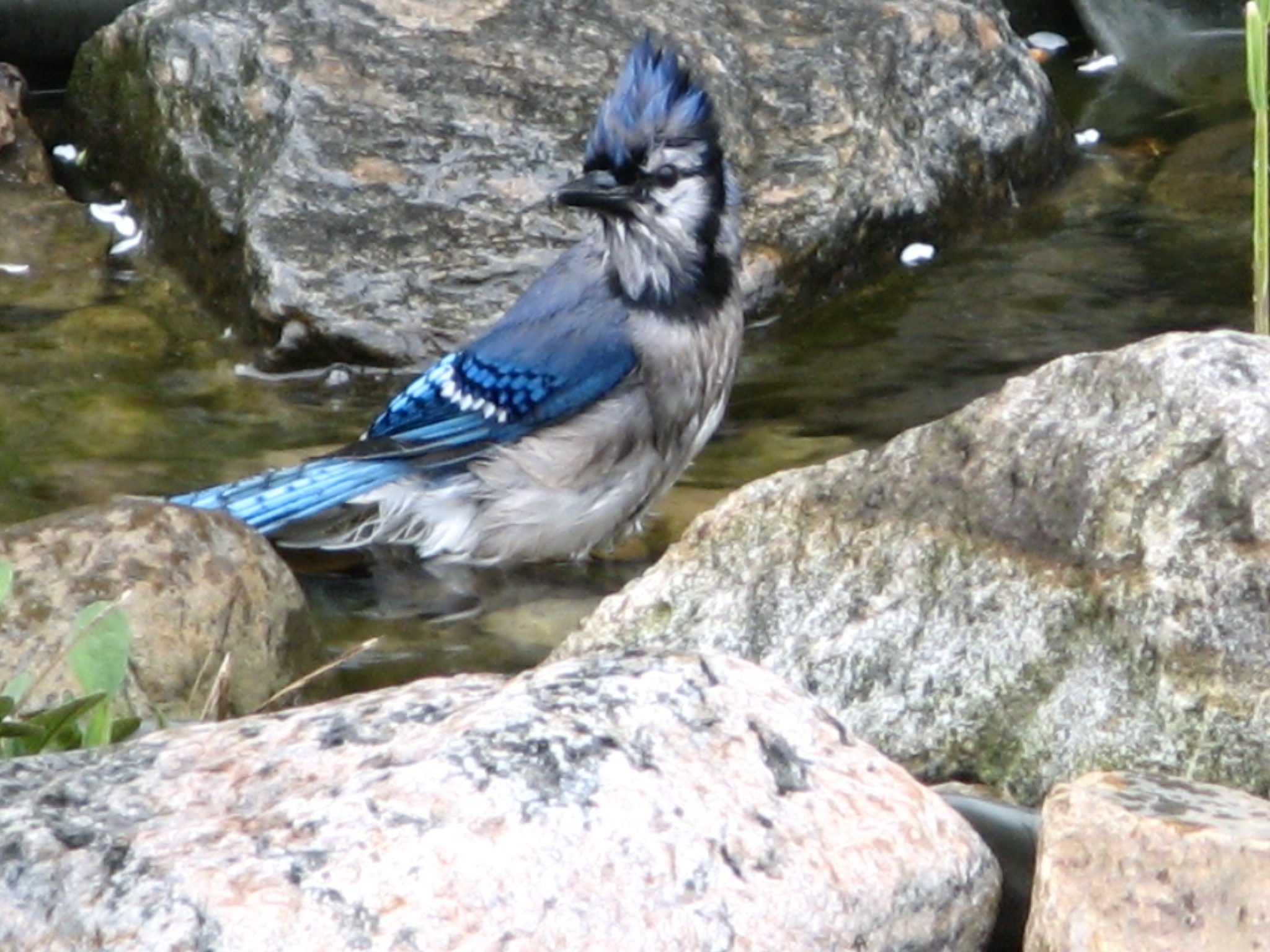
Geai bleu se baignant.

Il fait preuve d'un comportement singulier en prenant des bains de fourmis. Il se jette par surprise toutes ailes déployées dans une fourmilière obligeant ainsi les insectes affolés à sécréter de l'acide formique pour se défendre. Ce comportement singulier, appelé « formicage », sert à l'oiseau à se débarrasser de ses tiques et autres parasites du plumage, dont les fourmis peuvent profiter.[réf. nécessaire]

## Sous-espèces
Cet oiseau est représenté par quatre sous-espèces :
- Cyanocitta cristata cristata (Linnaeus, 1758) y compris Cyanocitta cristata burleighi Bond, 1962 ;
- Cyanocitta cristata bromia Oberholser, 1921 ;
- Cyanocitta cristata semplei Todd, 1928 ;
- Cyanocitta cristata cyanotephra sutton, 1935.

## Culture
Le geai bleu est l'emblème aviaire de la province de l'Île-du-Prince-Édouard. Il est également l'emblème de l'équipe de baseball de Toronto, les Blue Jays de Toronto, qui évolue en ligue majeure de baseball.
Mordecai, personnage de la série d'animation américaine Regular Show (2010-2017), est un geai bleu.